# 1-méthylnicotinamide
Le 1-méthylnicotinamide (1-MNA) est un dérivé méthylé du nicotinamide (niacine, vitamine B3). C'est une substance endogène produite par le foie lors du métabolisme du nicotinamide. Elle participe à la voie de récupération du nicotinamide dans le métabolisme du NAD+ (du nicotinamide adénine dinucléotide), contribuant ainsi à l’optimisation des niveaux de NAD+. 

## Présence
La plus haute concentration naturelle de 1-MNA se trouve dans les algues brunes wakamé (Undaria pinnatifida - 3,2 mg/100 g d'algues sèches) et dans les feuilles de thé vert (3 mg/100 g de produit). Parmi les autres aliments présentant la plus haute concentration naturelle de 1-MNA, on trouve le céleri (1,6 mg/100 g de produit), les champignons noirs chinois, appelés shiitakés (1,3 mg/100 g de champignons), ainsi que le soja fermenté natto (1,0 mg/100 g de produit). 

## Biosynthèse
Le 1-méthylnicotinamide est principalement synthétisé dans le foie par une réaction enzymatique catalysée par la nicotinamide N-méthyltransférase (NNMT). Cette réaction se produit pendant le métabolisme du NAD+.
Le NNMT se trouve également dans les tissus cérébraux, adipeux et musculaires, ainsi que dans les reins et la peau,. 

## Rôle dans l'organisme
La recherche scientifique met en évidence de nombreuses propriétés thérapeutiques et bénéfiques pour la santé du 1-MNA, notamment : des effets vasoprotecteurs,, antithrombotiques, anti-athérosclérotiques, anti-inflammatoires,,, neuroprotecteurs, ainsi qu’une amélioration des performances de l'organisme. 

### Effet vasoprotecteur
En agissant sur l’endothélium vasculaire, le 1-méthylnicotinamide exerce un effet bénéfique sur les vaisseaux sanguins. Il améliore la biodisponibilité de l'oxyde nitrique (NO), qui est crucial pour la vasodilatation, et régule l'activité de la synthase d'oxyde nitrique endothéliale (eNOS), une enzyme responsable de la synthèse du NO,.
Cet effet a été démontré à la fois dans des études in vivo et in vitro. Le 1-MNA, administré par voie orale à des individus sains et hypercholestérolémiques, augmente le diamètre de l'artère brachiale (mesuré par la méthode FMD) et stimule la sécrétion d'oxyde nitrique par les cellules endothéliales humaines.
De plus, en cas d'altération de la fonction vasculaire (hypertriglycéridémie ou de diabète, le 1-MNA rétablit une vasodilatation normale dépendante de l'oxyde nitrique.
En augmentant la biodisponibilité du NO, le 1-MNA peut contrer le dysfonctionnement endothélial, favoriser sa régénération et améliorer la fonction vasculaire en cas de risque cardiovasculaire,.  

### Effet antithrombotique
Les propriétés antithrombotiques du 1-méthylnicotinamide sont liées à sa capacité à stimuler les cellules endothéliales vasculaires. Le 1-méthylnicotinamide est un activateur endogène de la synthèse de la prostacycline (PGI2) par une voie dépendante de la cyclooxygénase-2 (COX-2). La prostacycline endogène (PGI2) est responsable, entre autres, des effets antithrombotiques et anti-athérosclérotiques. Une carence en prostacycline entraîne une augmentation de l’agrégation plaquettaire et la formation de caillots dans les artères. 

### Effets anti-athérosclérotiques et anti-inflammatoires
Le 1-MNA possède des effets anti-athérosclérotiques et anti-inflammatoires. Cela est associé à l'amélioration de la fonction sécrétoire de l’endothélium vasculaire dépendante de la prostacycline et de l’oxyde nitrique, à l'inhibition de l'activation plaquettaire, à la réduction de l'inflammation dans la plaque athéroscléreuse, à l'inhibition de l'inflammation systémique et à la diminution du taux de TNF-α.
L'effet anti-inflammatoire du 1-MNA, démontré dans de nombreuses études, résulte de sa capacité à stimuler la sécrétion de prostacycline PGI2 endogène et à réduire les niveaux d’IL-4 et de TNF-α. L'effet anti-inflammatoire du 1-MNA est lié à des mécanismes endothéliaux et non à une action directe sur les fonctions des cellules immunitaires ; ainsi, il n'affaiblit pas la réponse de l'organisme,. 

### Optimisation des niveaux de NAD+
Le 1-méthylnicotinamide agit comme un inhibiteur de la nicotinamide N-méthyltransférase (NNMT). En inhibant l'activité de la NNMT, il influence la régulation de la biosynthèse du NAD+ (nicotinamide adénine dinucléotide) par le biais de la voie de récupération du nicotinamide, qui constitue la principale voie de synthèse du NAD+ chez les mammifères. En contribuant à la voie de récupération du nicotinamide, le 1-MNA optimise les niveaux de NAD+. 

### Impact sur le SIRT1
Le 1-MNA augmente l'expression des gènes codant sirtuine pour la sirtuine 1 (SIRT1) et favorise sa stabilisation. SIRT1 est une enzyme associée à la longévité. L'effet du 1-MNA sur la viabilité et la durée de vie des organismes modèles, ainsi que son association avec SIRT1, ont été observés. 

### Effet neuroprotecteur
Des expériences menées sur des rats diabétiques ont montré que le 1-méthylnicotinamide exerce un effet positif sur les changements dégénératifs du cerveau, contribuant ainsi à maintenir les performances cognitives plus longtemps.
Le 1-MNA prévient les comportements dépressifs avec une efficacité comparable à celle d'un antidépresseur classique (fluoxétine). Cet effet du 1-MNA est probablement dû à la réduction de la neuroinflammation observée dans un état dépressif, à la diminution des cytokines pro-inflammatoires (IL-6, TNF-α) et à l'augmentation de l'expression de la protéine BDNF (facteur neurotrophique dérivé du cerveau, une protéine qui soutient la survie des neurones existants et stimule la croissance ainsi que la différenciation de nouveaux neurones et synapses).
L'effet neuroprotecteur du 1-méthylnicotinamide résulte de sa capacité à protéger contre certaines neurotoxines, les effets toxiques des plaques peptidiques (Aβ) déposées dans le cerveau, ainsi qu'en inhibant la réponse neuroinflammatoire et l'apoptose des cellules nerveuses. Le 1-MNA a un effet bénéfique sur l'amélioration des déficits de mémoire et des fonctions cognitives. Le 1-MNA pourrait représenter une nouvelle stratégie pour traiter les problèmes de mémoire, d'apprentissage et d'autres troubles neurodégénératifs,. 

### Impact sur les performances de l’organisme
Le 1-méthylnicotinamide agit en tant que myokine, en facilitant l'utilisation des acides aminés dans gluconéogenèse le foie et en stimulant la lipolyse dans le tissu adipeux, fournissant ainsi de l'énergie aux muscles. La supplémentation en 1-MNA (utilisation) améliore la tolérance à l’exercice et réduit la fatigue. Après un mois de supplémentation en 1-MNA, les patients post-COVID-19 ont noté une amélioration de la distance parcourue lors du test de marche de 6 minutes (6MWT). Une amélioration des résultats des tests a été constatée chez 92 % des personnes utilisant le 1-MNA, et beaucoup d'entre elles ont également signalé une réduction de la fatigue. L'amélioration de la distance chez les personnes utilisant le 1-MNA était trois fois plus élevée que dans le groupe témoin.
Des études ultérieures confirment à nouveau la capacité du 1-MNA à améliorer la capacité d'exercice de l’organisme. Cette action est liée à la stimulation de la libération de PGI2, ce qui protège également la microcirculation coronaire, pulmonaire et périphérique contre la formation de microagrégats plaquettaires, favorisant ainsi un bon apport sanguin aux tissus musculaires. Par ce mécanisme, le 1-MNA peut protéger contre le risque cardiovasculaire induit par l'exercice, en particulier en cas de réponse endothéliale vasculaire altérée.

## Commercialisation
Le 1-méthylnicotinamide est approuvé pour une utilisation dans les aliments sous forme de chlorure de 1-méthylnicotinamide.
Le processus de déclaration et d'enregistrement du chlorure de 1-MNA en tant que nouvel aliment dans l'Union européenne a été réalisé par la société Pharmena SA. En 2017, l'avis de l'Autorité européenne de sécurité des aliments (EFSA), a été publié, confirmant la sécurité de l'utilisation du chlorure de 1-MNA dans les aliments (compléments alimentaires). Sur la base de l'avis positif de l'EFSA, la Commission européenne a autorisé, en 2018, par le règlement d'exécution 2018/1123, l'introduction du chlorure de 1-MNA en tant que nouvel aliment dans le segment des compléments alimentaires et a accordé à PHARMENA SA un droit de protection des données de notification.  

## Sécurité
La sécurité du chlorure de 1-MNA a été rigoureusement évaluée par l'Autorité européenne de sécurité des aliments (EFSA).  L’évaluation scientifique a démontré que le 1-MNA peut être utilisé en toute sécurité. 
Le chlorure de 1-MNA utilisé dans les aliments doit répondre aux critères de qualité définis par le règlement d’exécution (UE) 2018/1123 de la Commission.